# Alain Grignard
Alain Grignard (Verviers, 1 november 1952 – Lissabon, 5 juli 2023) was een Belgische paracommando, speleoloog, islamoloog en commissaris van de terreurbestrijding divisie van de Belgische federale politie.

## Carrière
Grignard werd in 1952 in Verviers geboren en studeerde vanaf 1970 farmacie in Luik. In 1974 voegde hij zich bij de paracommando’s.
In 1985, was hij een rijkswachter van de Groep Diane toen, "na een reeks aanslagen door Algerijnse terroristen in Europa zijn chef ertoe bracht hem en elf collega's voor drie maanden naar Marokko te sturen om Arabisch en Islam te studeren". Hij werd kort nadien de eerste teamleider van een nieuwe terrorismebestrijdingseenheid van de Belgische rijkswacht, en bleef er tot hij naar pensioen vertrok in 2019. Hij leidde de meeste onderzoeken over islamistich terreuraanslagen in België vanaf 1995 tot 2015.
Alain Grignard werd door de Wall Street Journal beschreven als het "geheime wapen" van België tegen terrorisme.
Grignard was docent bij de Université libre de Bruxelles en vervolgens bij de Universiteit van Luik, waar hij nog doceerde in 2022.
Hij overleed op 5 juli 2023 plotseling op 70-jarige leeftijd, na een seminarie in Lissabon (Portugal) waar hij aan deelnam.